# انریکو دی نیکولا
انریکو دی نیکولا (انگلیسی: Enrico De Nicola; زاده ۹ نوامبر ۱۸۷۷ – درگذشته ۱ اکتبر ۱۹۵۹) یک سیاست‌مدار، وکیل و قاضی اهل ایتالیا بود.